# Christian Eckhardt (Geodät)
Christian Philipp Leonhard Eckhardt (* 1. Juli 1784 in Dauernheim; † 20. Dezember 1866 in Darmstadt) war ein deutscher Geodät.

## Herkunft und Ausbildung
Christian Philipp Leonhard Eckhardt wurde 1784 als Sohn des Pfarrers Johann Eckardt und dessen Ehefrau Karoline Friederike geb. Heil in Dauernheim bei Friedberg (Hessen) geboren. Nach dem frühen Tod des Vaters 1794 kam er zu seinem Großvater in Büdingen. Er studierte ab 1802 zunächst Rechtswissenschaften an der Landesuniversität in Gießen. Durch den Kontakt mit dem Militärkartografen Johann Heinrich Haas (1758–1810) wurde er mit geodätischen Fragestellungen konfrontiert. Ab 1804 unternahm Eckardt erste Vermessungsversuche. Zusammen mit seinem Freund Ludwig Schleiermacher bestimmte er 1808 die Strecke zwischen dem Turm der Darmstädter Stadtkirche und der Kirche in Griesheim. Dies wurde als „Darmstädter Basis“ bekannt.

## Wirken
1809 wirkte er für kurze Zeit an der Sternwarte Mannheim. Im Herbst 1809 wurde Christian Eckhardt Direktor der Katasteraufnahme in Arnsberg, damals hessische Provinz, heute: Westfalen. Im August 1812 wurde er zum Regierungsrat ernannt. 
Als Mitglied der 1821 neu entstandenen Oberfinanzkammer war Christian Eckhardt verantwortlich für die Einführung eines landesweit einheitlichen Steuerwesens im 1830 gegründeten Finanzministerium. Zuständig war er für Forste, Bauwesen und in der Folge später für die Eisenbahnen. Er entwarf einen Plan für das Straßennetz des Großherzogtums und schloss Staatsverträge für den Eisenbahnbau ab.
Christian Eckhardt war 1836 auch Gründungsmitglied sowie erster Präsident des Gewerbevereins für das Großherzogtum Hessen und gilt als Initiator der ersten Industrieausstellung in Darmstadt. Von 1843 bis 1848 war er mit der Leitung für den Bau der Bahnstrecke Frankfurt am Main–Heidelberg auf dem Gebiet des Großherzogtums Hessen betraut. 1848 wurde er als Geheimer Rat pensioniert, aber Direktor der Staatsschulden-Tilgungskasse. Seit 1853 war er Regierungs-Kommissar bei der Bank für Handel und Industrie.

## Privat
Christian Eckhardt war seit 1810 in erster Ehe mit Friederike Louise Lichthammer (1793–1841) verheiratet. Aus der Ehe gingen vier Töchter und ein Sohn hervor. In zweiter Ehe war er ab 1853 mit Luise Johannette Lichthammer (1823–1893) verheiratet. 
Christian Eckhardt ist auf dem Alten Friedhof in Darmstadt begraben. Sein Grab wird als Ehrengrab der Stadt Darmstadt geführt.

## Ehrungen
- 1834: Dr. phil h. c. der Universität Gießen
- 1842: Kommandeurkreuz II. Klasse des Ludewigsordens
- 1845: Kommandeurkreuz I. Klasse des Kurhessischen Ordens vom goldenen Löwen
- 1859: Komturkreuz I. Klasse des Verdienstordens Philipps des Großmütigen
- 1861: Kommandeurkreuz I. Klasse des Ludewigsordens

Im Martinsviertel in Darmstadt ist seit 1903 eine Straße nach ihm benannt.